# Grégoire Tachnakian
Grégoire Tachnakian, est un acteur et metteur en scène de théâtre français.

## Théâtre
- 2015 : Le malade imaginaire de Molière, mise en scène Grégoire Tachnakian

## Filmographie

### Cinéma

#### Longs métrages
- 2001 : Les Acteurs anonymes de Benoît Cohen
- 2013 : La Fille du 14 juillet d'Antonin Peretjatko : Hector
- 2017 : La Papesse Jeanne de Jean Breschand : Fromentin
- 2024 : Louis Violet : Lucien

#### Courts métrages
- 2017 : Le corps des vieux de Louise de Premonville
- 2021 : Planète triste de Sébastien Betbeder

### Télévision
- 2017 : Paris etc... de Zabou Breitman : Cyril